# Monrepos

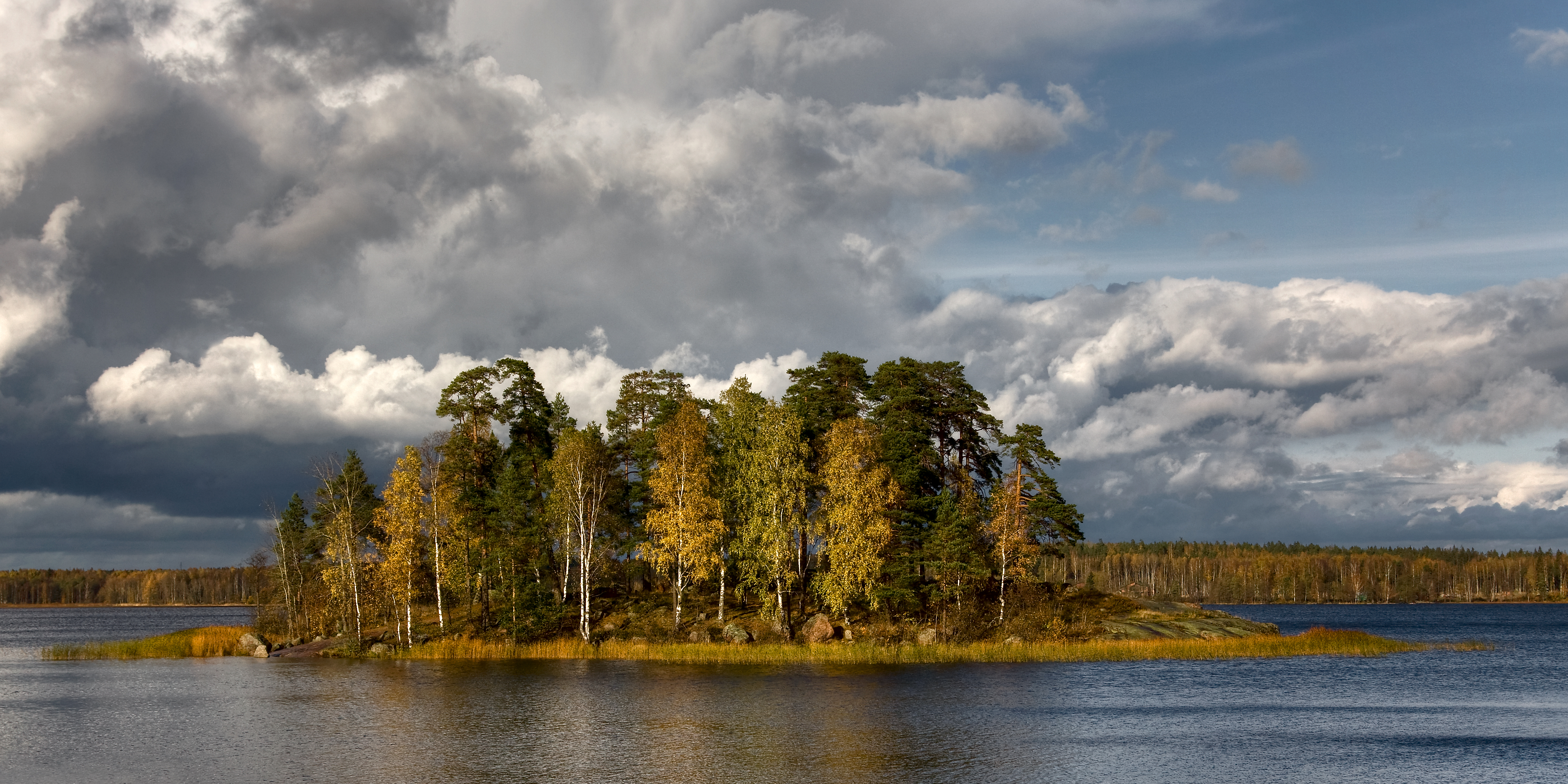
Monrepos

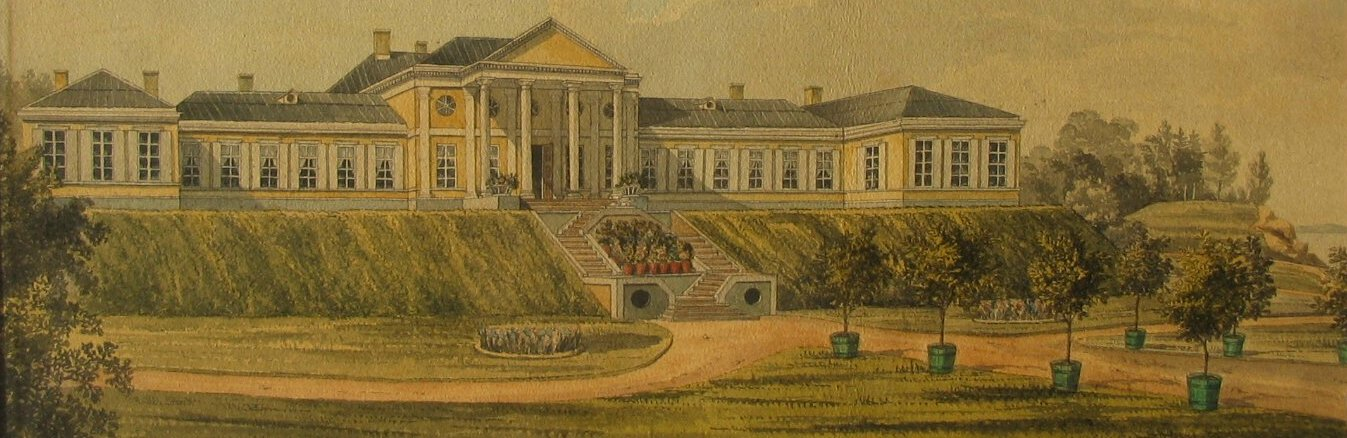
1830

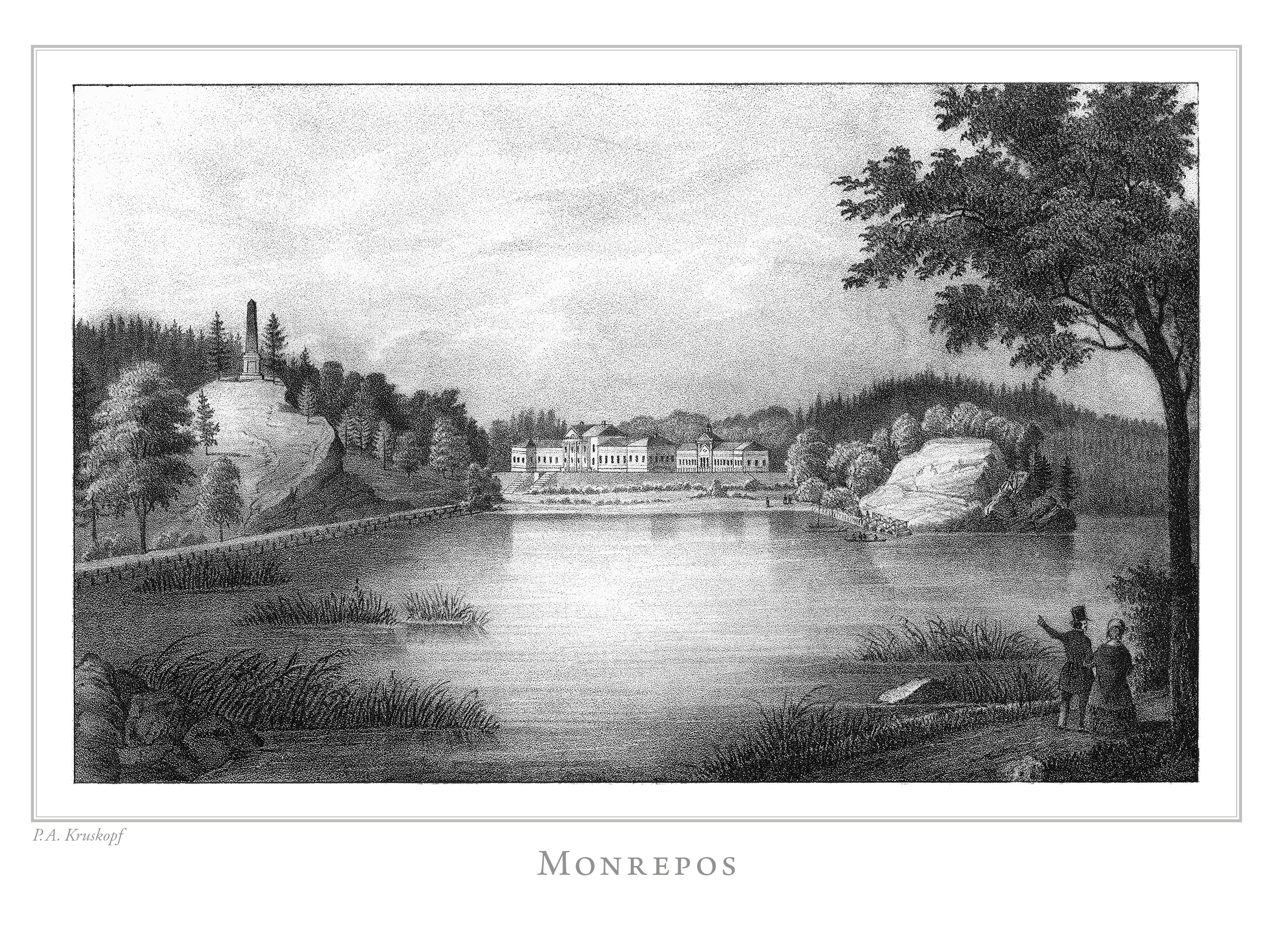
Litografi av Monrepos i Finland framstäldt i teckningar utgiven 1845-1852.

Monrepos ("Vilan") är ett gods med tillhörande engelsk park, belägen på ön Slottsholmen, nära Viborg i nuvarande Ryssland.
Monrepos anlades på 1760-talet, utvidgades och bebyggdes av dåvarande ryska kommendanten i Viborg, senare kung Fredrik I av Württemberg. Denne sålde 1788 godset till det ryska tronföljarparets kabinettssekreterare och ekonomiförvaltare Ludwig Heinrich von Nicolay. Under den följande årtiondena byggde han här upp en parkanläggning och förbättrade byggnadsbeståndet i tidens smak.
1834 blev det fideikommiss inom ätten von Nicolay. 1920 exproprierades större delen av godset av Viborg stad, och endast huvudbyggnaden och parken förblev i släktens ägo. Släkten hade redan 1919 utslocknat på svärdssidan, och beboddes därefter av den siste ättlingens systrar.
Ludwig Heinrich von Nicolay samlade målningar, skulpturer och grafik. I ett stort skåp som donerats till Helsingfors universitet förvaras alltjämt hans samling av antika föremål. Biblioteket på Monrepos – vartill räknades die Antikensammlung – är den enda del av von Nicolays samlingar som inte skingrats under seklernas gång. Det donerades 1915 av ättlingen Paul Nicolay den yngre till universitetsbiblioteket i Helsingfors. Biblioteket omfattar omkring 9 000 band.